# 沙奇羅芬山

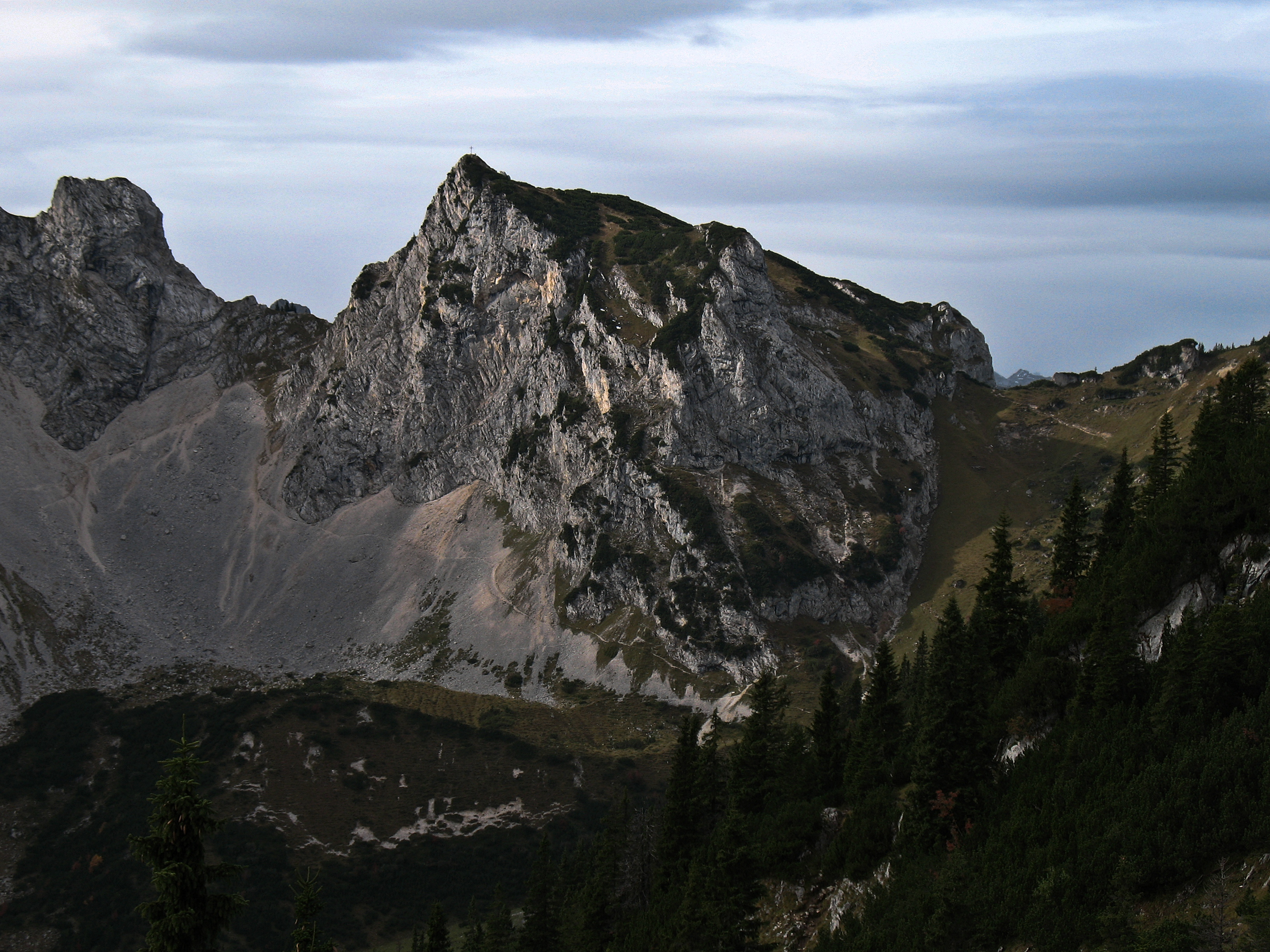

47°30′11″N 10°36′8″E / 47.50306°N 10.60222°E
沙奇羅芬山（德語：Schartschrofen），是奧地利的山峰，位於該國西部，由蒂羅爾州負責管轄，屬於阿爾高阿爾卑斯山脈的一部分，距離羅特弗盧呂赫山0.4公里，海拔高度1,968米，每年平均降雨量1,698毫米。